# Rifugio Fratelli Calvi
Il rifugio Fratelli Calvi è un rifugio situato nel comune di Carona (BG), in Val Brembana, nelle Alpi Orobie, a 2.015 m s.l.m.

## Storia
Il rifugio è stato costruito dalla Sezione del CAI di Bergamo ed inaugurato nel 1935. È dedicato alla memoria dei quattro fratelli Calvi, originari di Piazza Brembana. Due di essi, Attilio e Santino perirono da eroi durante la prima guerra mondiale, mentre gli altri due, Giannino e Natale, subito dopo: Giannino morì malato di influenza spagnola in ospedale a Padova nel 1919 mentre Natale, nel 1920 precipitò dalla parete nord dell'Adamello, durante un'ascensione solitaria.
Nel tempo il rifugio Calvi è stato oggetto di diverse modifiche e ristrutturazioni finché, nei primi anni ottanta, abbattuto il vecchio fabbricato, al suo posto venne costruito un moderno edificio dotato di ogni comfort.

## Caratteristiche e informazioni
Il rifugio è di proprietà della sezione di Bergamo del CAI ed è aperto in modo continuativo da giugno a settembre. Da maggio a giugno e da settembre a novembre solo nei giorni festivi e prefestivi. Ha una capienza di 85 posti letto.
Il rifugio si trova nel centro di una delle conche più belle dell'arco Orobico, nella quale sono posti i laghi Fregabolgia e Rotondo, a cui fanno capo tutte le maggiori elevazioni della Val Brembana. Tra queste spicca senz'altro la cuspide del Pizzo del Diavolo di Tenda, che costituisce sicuramente la montagna più rappresentativa della zona.
Il rifugio è un'ottima base per salite escursionistiche e alpinistiche facili ma anche molto difficili, nonché per svariati itinerari di scialpinismo.

## Accessi
Dall'abitato di Carona, passando per il borgo di Pagliari, segnavia n. 210 percorribile in ore 2:50 seguendo la carrozzabile (strada dell’ENEL). D'estate è possibile raggiungere il rifugio seguendo il sentiero 247 che da Pagliari porta all’incrocio col sentiero 213  e da lì al Calvi, in ore 3:10.

## Ascensioni
- Pizzo del Diavolo di Tenda (2916 m), difficoltà F - via normale; difficoltà PD - via Baroni o trav. dal Diavolino;
- Monte Aga (2720 m), difficoltà EE;
- Pizzo Poris (2712 m) difficoltà F - via normale; difficoltà TD/ED - vie sulla parete N;
- Monte Grabiasca (2705 m), difficoltà E;
- Monte Madonnino (2.502 m), difficoltà E;
- Monte Cabianca (2.601 m), difficoltà EE.

## Traversate
Il rifugio è raggiungibile anche:
- dall'abitato di Gromo, segnavia n. 233/226 percorribile in 5 h.
- dall'abitato di Valgoglio, segnavia n. 228/230/226 percorribile in 5,30 h.

Il rifugio è meta della 3ª tappa del Sentiero delle Orobie Orientali, che parte Rifugio Laghi Gemelli e segue il segnavia n. 213 percorribile in 4 h. Da qui si prosegue alla volta del Rifugio Baroni al Brunone (4ª tappa) tramite il sentiero n. 225 in 5,30 h.
Il rifugio è anche la meta della 7ª e ultima tappa del Sentiero delle Orobie occidentali, da Foppolo, segnavia numeri 205 e 208 percorribile in 4 h, oppure (variante) dal Rifugio Fratelli Longo, segnavia n. 246 percorribile in 3 h.

## Galleria d'immagini

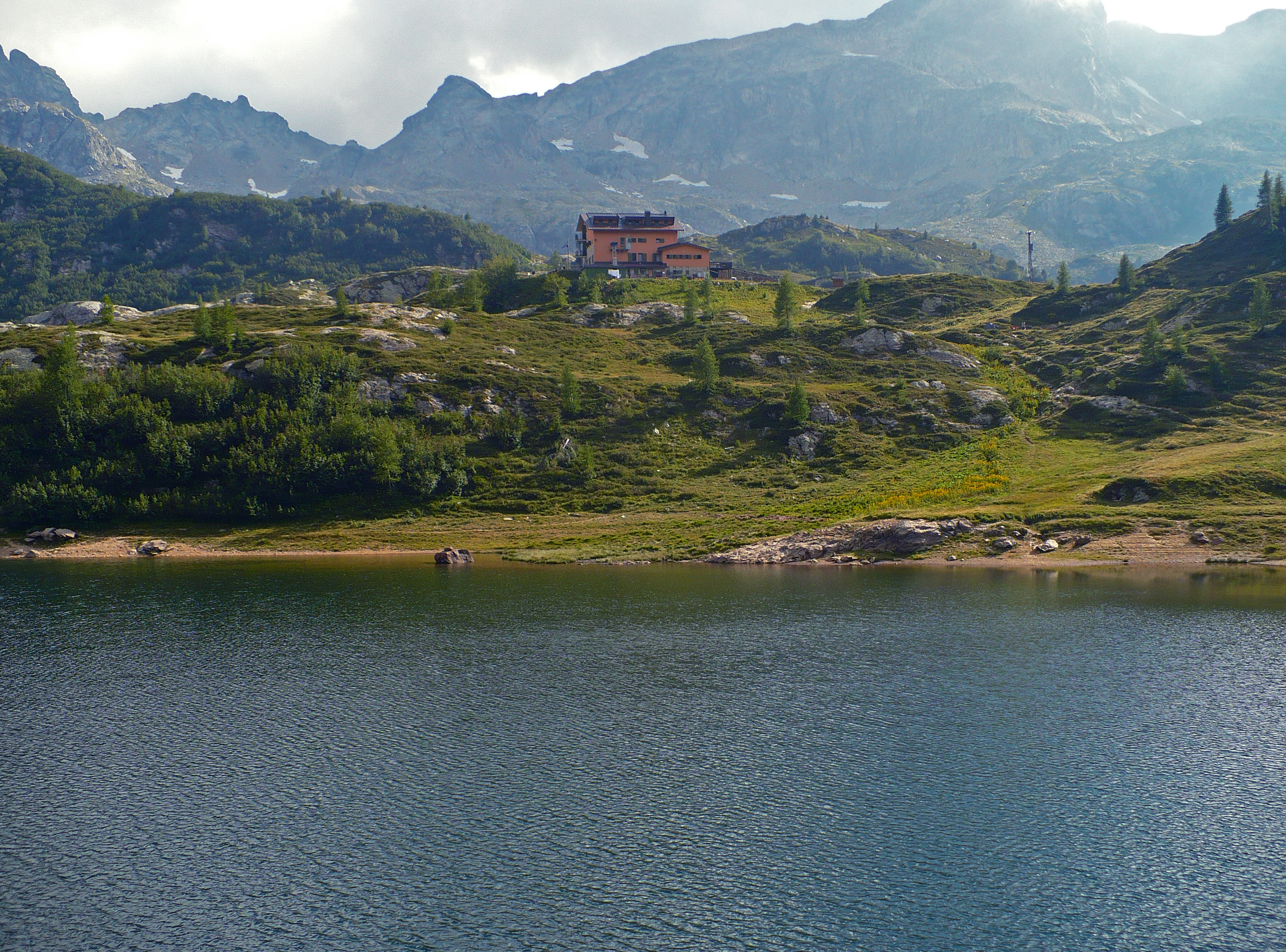
Il Lago Rotondo e il Rifugio Calvi
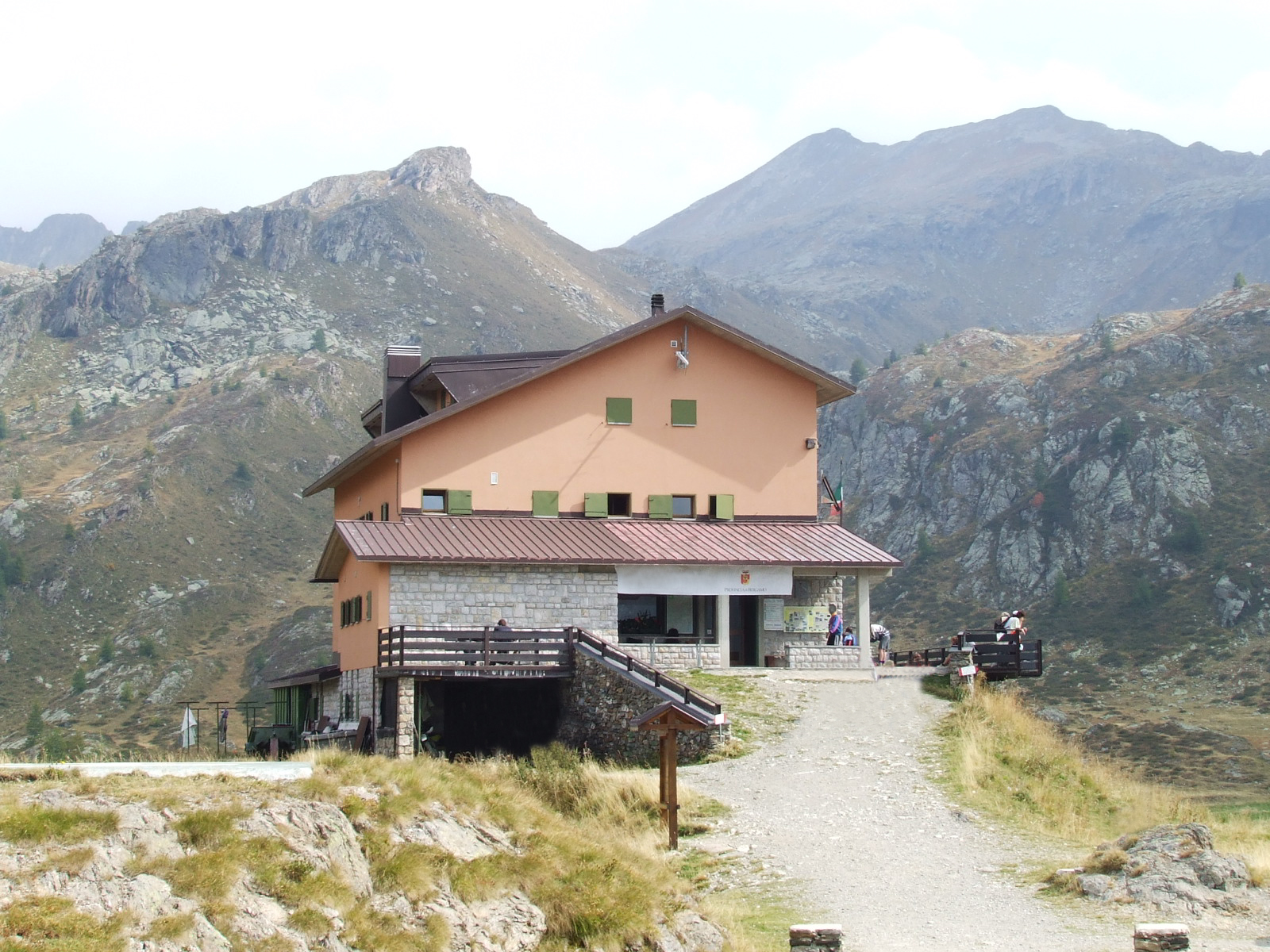
Vista frontale del rifugio
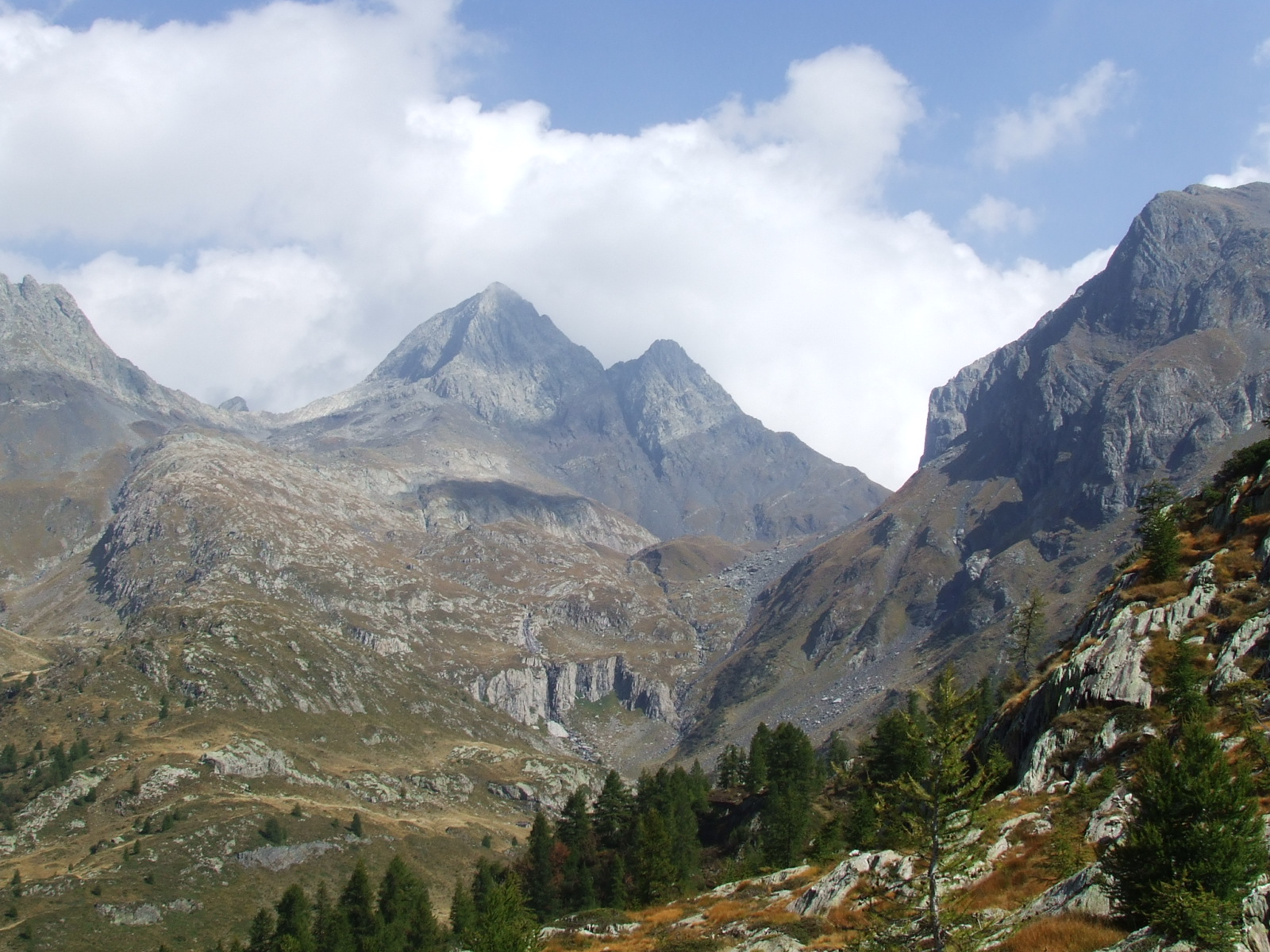
Il Pizzo del Diavolo di Tenda visto dal rifugio
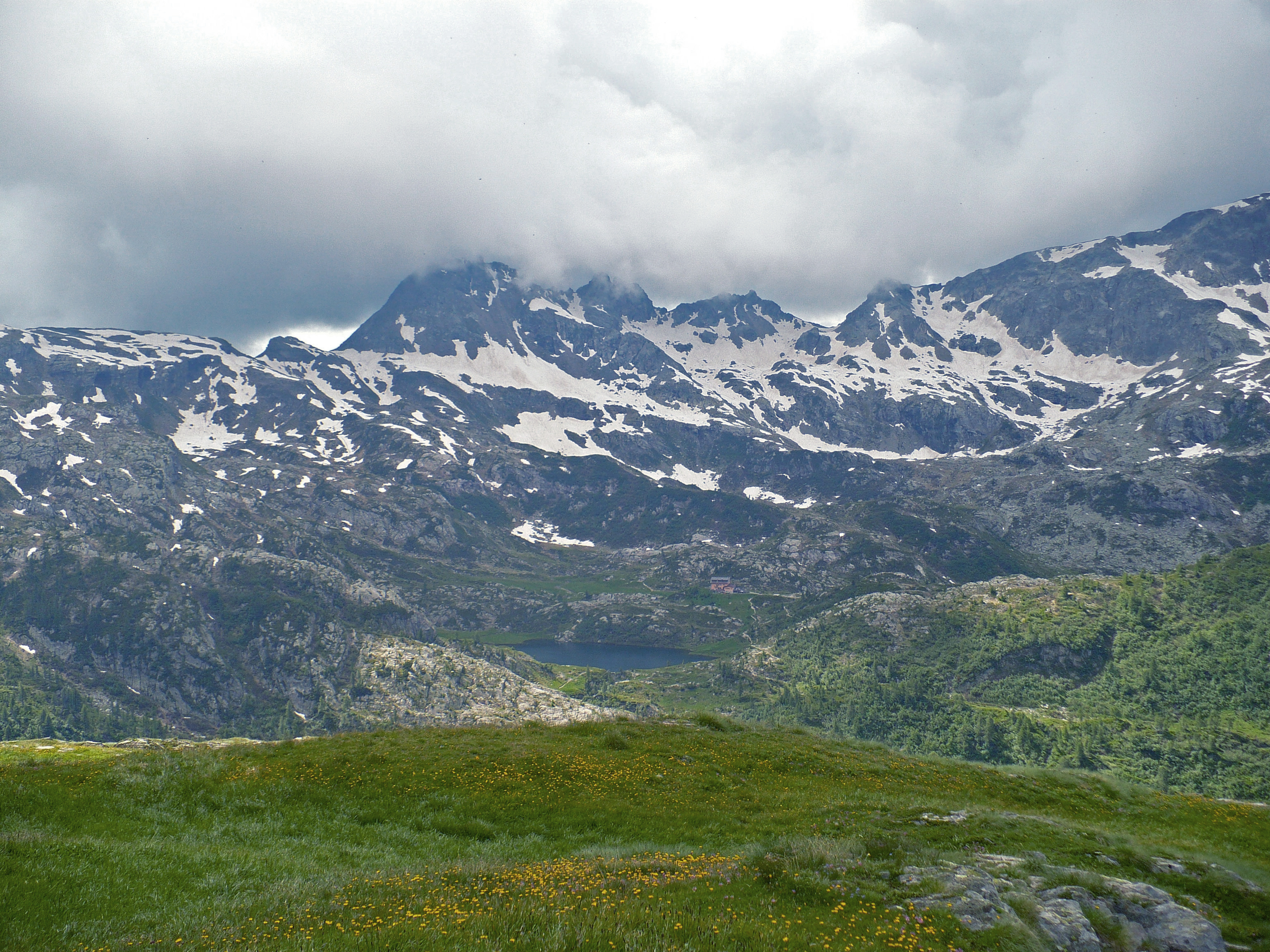
Il territorio in cui è immerso il rifugio, riconoscibile al centro insieme al Lago Rotondo. In alto il Monte Madonnino tra le nebbie
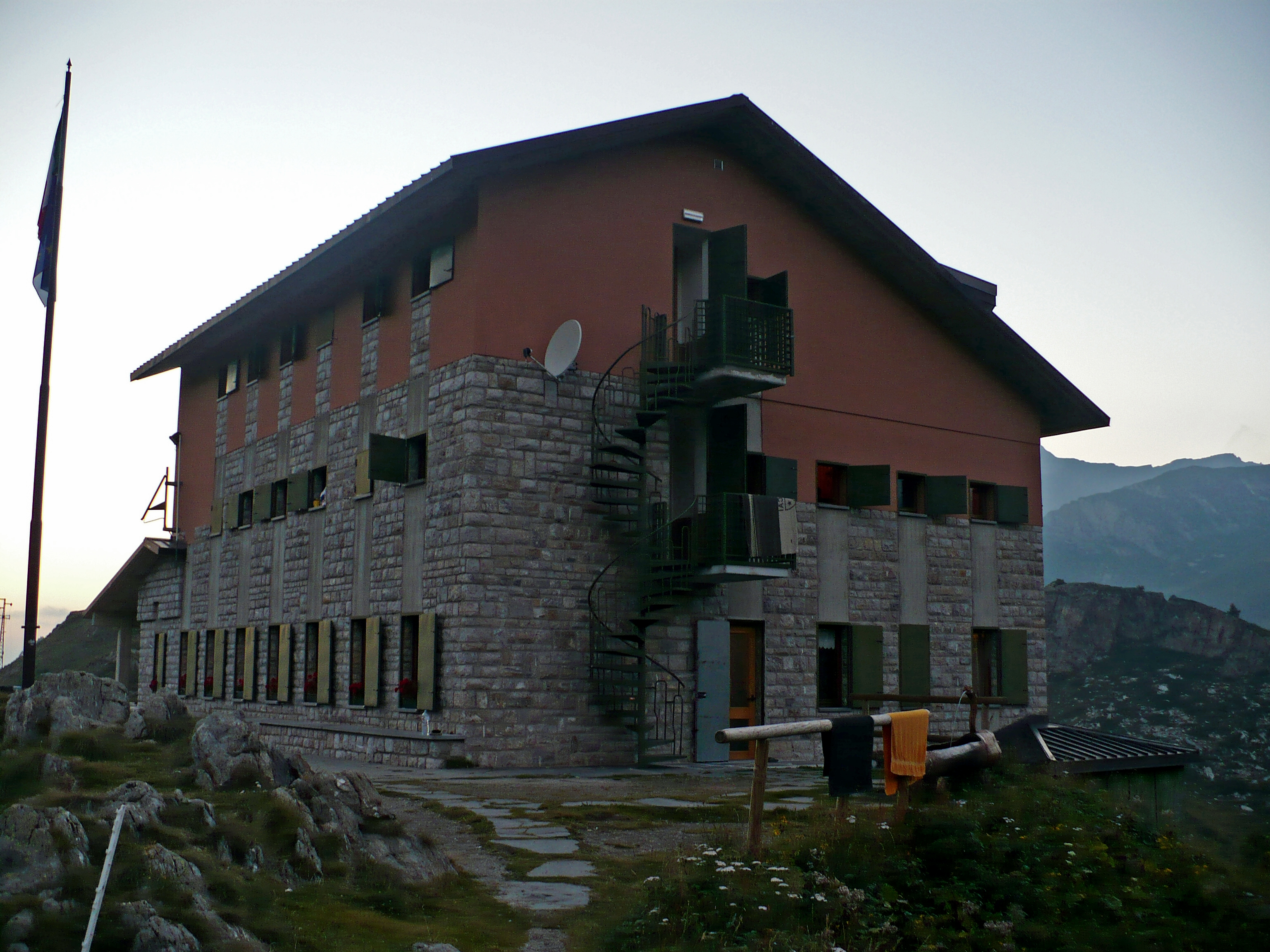
Il retro del rifugio
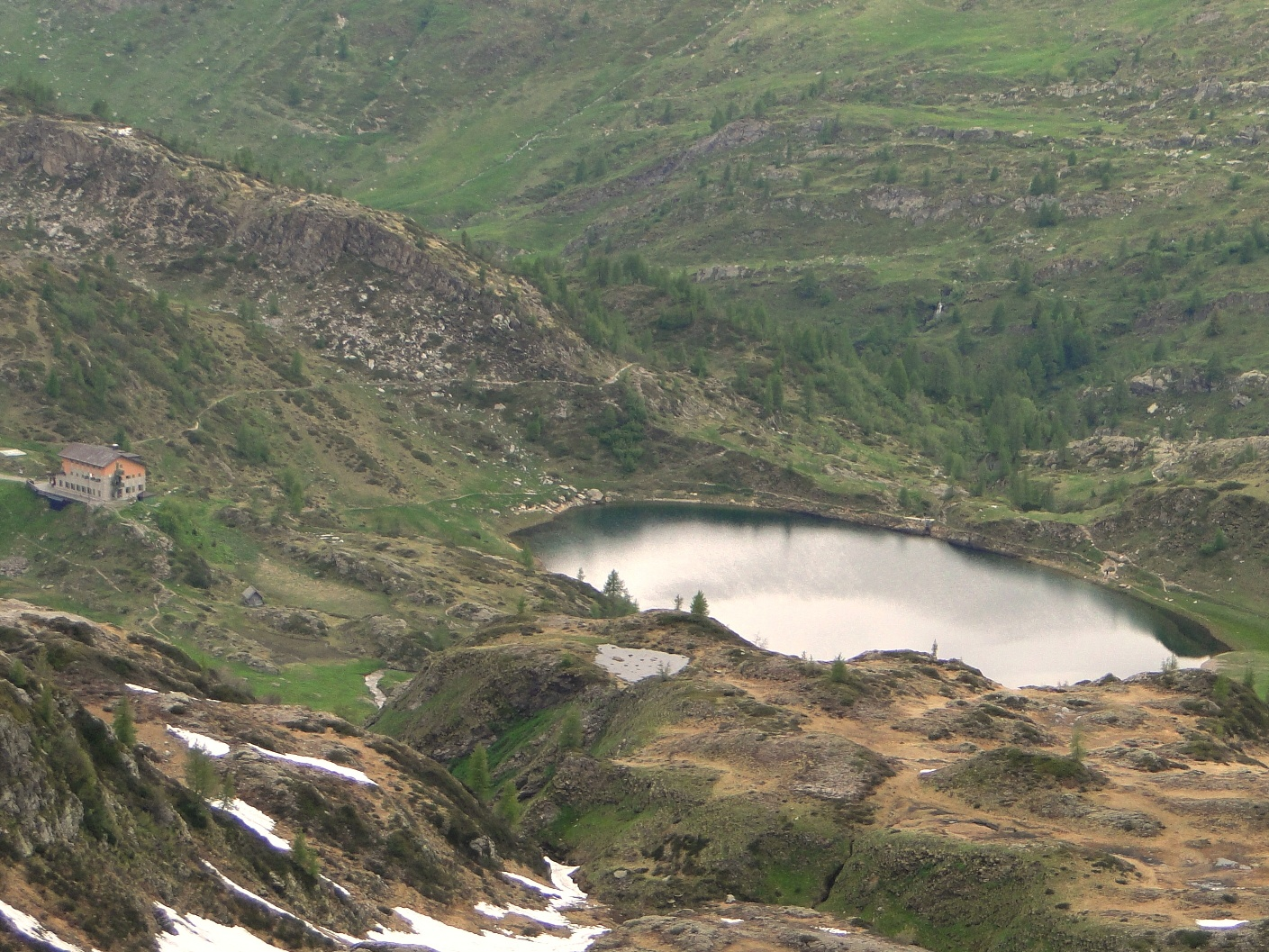
Il Lago Rotondo con accanto il Rifugio Calvi